# Felix von Amsberg
Felix Eduard Theodor Julius Wilhelm Philipp Hermann von Amsberg (* 27. August 1875 in Bad Harzburg; † 3. Mai 1945 bei Berlin) war ein deutscher Verwaltungs- und Hofbeamter.

## Leben
Felix von Amsberg war Sohn des Majors z.D. Felix von Amsberg (1829–1879) und der Marie geborene von Elern, späteren Frau von Witzleben (1844–1913). Sein Großvater war der Begründer der Herzoglich Braunschweigischen Staatseisenbahn Philipp August von Amsberg. Nach dem Besuch des Königlichen Wilhelms-Gymnasium Berlin studierte er an der Rheinischen Friedrich-Wilhelms-Universität Bonn und der Friedrich-Wilhelms-Universität Berlin Rechts- und Kameralwissenschaften. 1895 wurde er Mitglied des Corps Borussia Bonn. Im gleichen Jahr wurde er unter Bestätigung des bisher geführten Namens und Wappens in den preußischen Adel aufgenommen. Nach der Promotion zum Dr. jur. wurde er Regierungsrat und Verwaltungsgerichtsrat. Amsberg war braunschweigischer Kammerherr und Reserveoffizier im Garde-Kürassier-Regiment. Nach dem Ersten Weltkrieg lebte er in Schwerin. Er war verheiratet mit Mathilde Freiin von Reibnitz, Tochter des Konteradmirals Paul von Reibnitz. Er starb 1945 in den Kriegshandlungen bei Berlin.